# 李維氏斜鱗笛鯛
李維氏斜鱗笛鯛，為輻鰭魚綱鱸形目鱸亞目笛鯛科的其中一種，分布於印度太平洋區，從Laccadive群島至斐濟，北至琉球群島海域，棲息深度40-150公尺，本魚體背部紅色，腹部粉白色，魚鰭紅色，背鰭硬棘12枚;背鰭軟條13枚;臀鰭硬棘3枚;臀鰭軟條8-9枚，體長可達50公分，生活在珊瑚礁、岩石底質海域，屬肉食性，以浮游生物為食，可做為食用魚。